# Giovanni Battista Beccaria
Giovanni Battista Beccaria Sch. P. (Mondovì, 3 de octubre de 1716-Turín, 27 de mayo de 1781) fue un físico italiano.

## Biografía
En 1731 entró en la orden religiosa de los escolapios. Ejerció de profesor de física experimental primero en Palermo, Roma, y después en Turín en 1748. Más tarde fue tutor del joven príncipe de Chablais y de Cargnan, y continuó residiendo en la ciudad de Turín durante el resto de su vida. En mayo de 1755 fue elegido miembro de la Royal Society de Londres, publicando gran cantidad de documentos en Philosophical Transactions relativos a la electricidad. Murió en Turín el 27 de mayo de 1781.

## Obra
Fue uno de los eruditos que contribuyeron a convertir la electricidad de mero objeto de curiosidad en ciencia. Beccaria trabajó duramente, tanto en experimentación como en exposición, para divulgar el conocimiento de las investigaciones en materia de electricidad de Franklin, entre otros autores. Su trabajo más destacable fue el tratado Dell' Elettricismo Naturale ed Artificiale (1753).
- Dell'Elettricismo, Lettere ... Coll' Appendice di un Nuovo Fosforo Descritto..., Bolonia 1758
- Experimenta atque observationes quibus electricitatis vindex late constituitur atque explicatur", 1769
- Elettricismo Artificiale, Turin 1772 (1774 ins Englische übersetzt)
- Della Elettricità Terrestre Atmosférica a Cielo Sereno, Turin 1775